# Adrien Gombeaud
Pour les articles homonymes, voir Gombeaud.
Adrien Gombeaud est un écrivain, journaliste et critique de cinéma né le 10 mai 1975.

## Biographie
Diplômé de chinois et docteur en langue et civilisation coréennes à l'Institut National des Langues et Civilisations Orientales (INALCO)[réf. souhaitée], Adrien Gombeaud est l'auteur de plusieurs ouvrages consacrés au cinéma et à l'Asie.
En tant que journaliste, il collabore notamment à Positif, Les Echos, Le Figaro, Vanity Fair, Vogue[réf. souhaitée].